# Scambus granulosus
Scambus granulosus là một loài tò vò trong họ Ichneumonidae.